# Tsjantalvergyrgyn
De Tsja(a)ntalvergyrgyn (Russisch: Ч(а)антальвэргыргын), ook Tsjantalvejergyn (Чантальвеергын) genoemd, is een ongeveer 210 kilometer lange rivier in het noorden van de Russische autonome okroeg Tsjoekotka. Het is een linkerzijrivier van de Ekityki in het stroomgebied van de Amgoeëma.
De rivier ontspringt in het Ekvyvatapskigebergte en stroomt overwegend als een bergrivier in de richting van het zuidoosten. In de bovenloop is het een snelstromende rivier, de benedenloop een langzaam meanderende rivier (tot 30 meter breed en 0,3 tot 1 meter diep) met moerassige oevers. De rivier is ongeveer 8 maanden per jaar bevroren. De belangrijkste zijrivieren zijn vanaf de bron de Telekej (Тъэлекэй; rechts), Vagylylvegyrgyn (Вагылыльвэгыргын; links), Koejvirynnet (Куйвирыннэт; links) en de Imlykirynnet (Имлыкирынэт; rechts). Langs de oevers groeit mos en gras. In de rivier leven vissoorten als vlagzalm, kleine marene (en andere houtingen), spiering, snoek, kwabaal, stierforel en karper.
Voorbij de instroom van de Telekej bevindt zich een voormalige geologenbasis.